# Parco 11 settembre
Il parco 11 settembre 2001 è un parco pubblico di Bologna, fondato nel 1981 e situato nel Quartiere Porto-Saragozza. Il nome originale era Parco della Manifattura. È stato rinominato "11 settembre 2001" dopo gli attentati contro le Torri Gemelle.

## Storia
L'area sul quale si staglia oggi il giardino era stata sede del monastero domenicano di Santa Maria Nuova, che dal Medioevo sino al 1799 (anno dell'annessione di Bologna alla Repubblica Cisalpina giacobina) ricoprì le attuali via Riva di Reno e via Azzo Gardino.
Lo spazio venne quindi adattato a scopi industriali prima in epoca napoleonica, mediante la creazione della Fabbrica dei Tabacchi, e dunque in epoca unitaria, con la Regia Manifattura Tabacchi. Tuttavia, i violenti bombardamenti avvenuti nel corso della seconda guerra mondiale ne sancirono l'inesorabile declino e la trasformazione, a partire dagli anni '70, in giardino pubblico.
Per tali motivi, il parco venne inaugurato nel 1981 con la denominazione originaria di "Parco della Manifattura", assumendo il nome attuale nel XXI secolo. È oggi confinante con la Cineteca di Bologna.